# Fort-du-Plasne

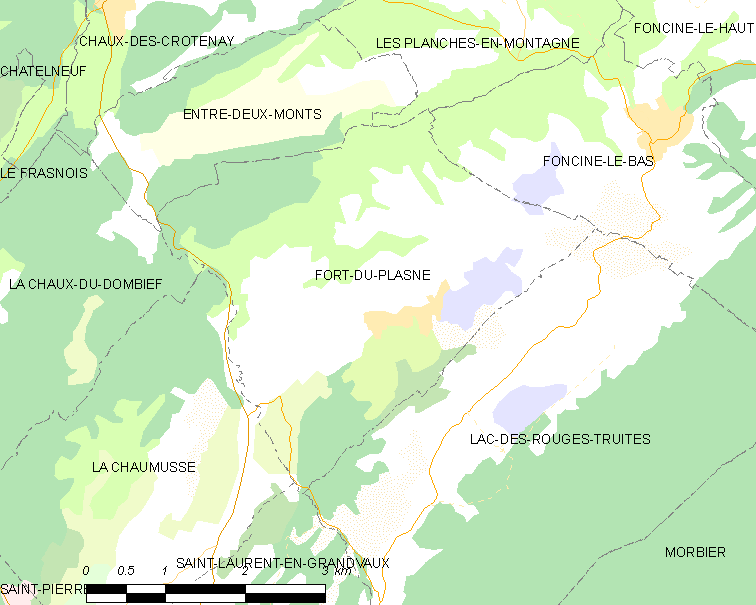

Fort-du-Plasne ist eine Gemeinde im französischen Département Jura in der Region Bourgogne-Franche-Comté.

## Geographie
Fort-du-Plasne liegt auf 887 m, etwa 16 Kilometer südlich der Stadt Champagnole (Luftlinie). Das Straßenzeilendorf erstreckt sich im Jura, im Nordosten des ausgedehnten Hochplateaus von Grandvaux, östlich der Lemme, am Rand der Waldhöhen des Bois de Combe Noire.
Die Fläche des 12,92 km² großen Gemeindegebiets umfasst einen Abschnitt des französischen Juras. Der Hauptteil des Gebietes wird von der Hochfläche von Grandvaux (durchschnittlich auf 890 m) eingenommen. Sie zeigt nur geringe Reliefunterschiede und ist hauptsächlich von Wies- und Weideland bestanden. Große Teile des Gebietes besitzen keine oberirdischen Fließgewässer, weil das Niederschlagswasser im porösen kalkhaltigen Untergrund versickert. In einigen Mulden konnten sich Moorflächen entwickeln, und östlich des Dorfes befindet sich der kleine Lac du Fort-du-Plasne in einer von Tonschichten abgedichteten Mulde.
Nach Westen erstreckt sich das Gemeindeareal in die rund 60 m tiefer gelegene Talniederung der Lemme. Dieser Fluss bildet die westliche Abgrenzung. Er fließt zunächst durch eine weite Talaue, um dann die Kette von Prélet und Bois de Combe Noire in einem schluchtartigen Durchbruch zu queren. Begrenzt wird die Hochfläche von Fort-du-Plasne im Süden von der bewaldeten Geländerippe des Bois du Ban (bis 960 m), im Norden von der Waldhöhe des Bois de Combe Noire, auf der mit 970 m die höchste Erhebung der Gemeinde erreicht wird. Das Gemeindegebiet ist Teil des Regionalen Naturparks Haut-Jura (frz.: Parc naturel régional du Haut-Jura).
Zu Fort-du-Plasne gehören neben dem eigentlichen Ort auch mehrere Weiler, Hofgruppen und Einzelhöfe, darunter:
- Le Coin d’Aval (836 m) in einer Mulde östlich der Lemme
- Sous la Roche (845 m) am Aufgang zur Hochfläche von Fort-du-Plasne
- Les Monnets (896 m) auf dem Hochplateau von Grandvaux

Nachbargemeinden von Fort-du-Plasne sind Entre-Deux-Monts und Les Planches-en-Montagne im Norden, Foncine-le-Bas im Osten, Lac-des-Rouges-Truites und Saint-Laurent-en-Grandvaux im Süden sowie La Chaumusse und La Chaux-du-Dombief im Westen.

## Geschichte
Der Ortsname Fort leitet sich nicht von einem Befestigungswerk, sondern vom französischen Wort four (Ofen) ab, während plasne im regionalen Dialekt einen Ahorn bezeichnet. Seit dem Mittelalter bildete Fort-du-Plasne eine eigene Herrschaft, die meist zum Herrschaftsgebiet der Abtei Saint-Claude gehörte. In der Nähe der Ortschaft besiegten die katholischen Truppen der Herrschaft Saint-Claude im Jahre 1543 die weit in den Jura hinein vorgedrungenen Truppen des reformierten Bern. Zusammen mit der Franche-Comté gelangte Fort-du-Plasne mit dem Frieden von Nimwegen 1678 an Frankreich.

## Sehenswürdigkeiten

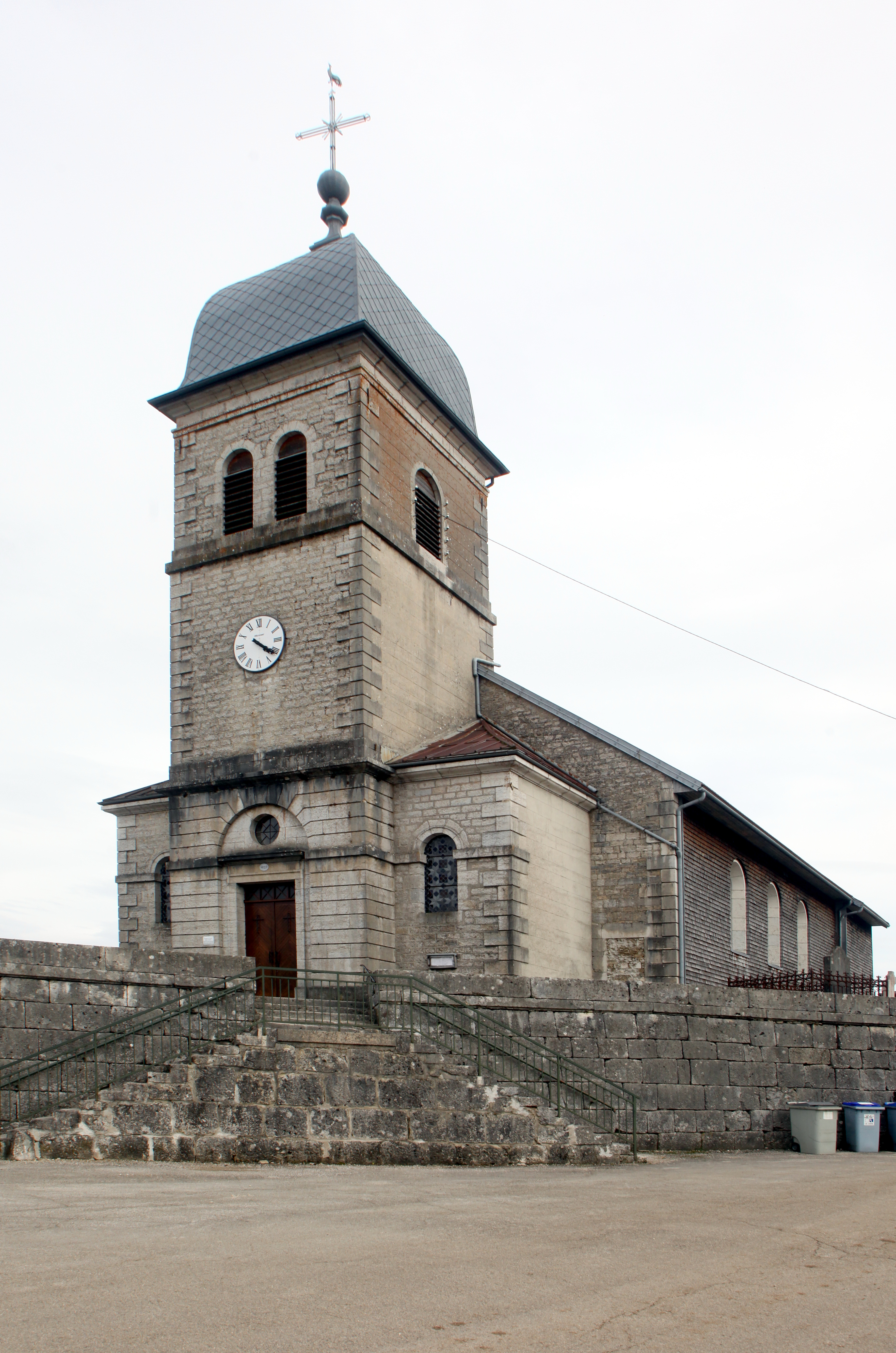
Kirche Sainte-Marie-Madeleine

Die Dorfkirche Sainte-Marie-Madeleine in Fort-du-Plasne wurde 1827 unter Einbezug einer ehemaligen Grabkapelle der ortsansässigen Adelsfamilie errichtet. Sie besitzt eine gotische Apsis und eine reiche barocke Ausstattung, darunter ein Ölgemälde aus dem 17. Jahrhundert, eine Altartafel aus rosa Marmor und einen bemerkenswerten Hauptaltar. Erhalten ist auch der Herrschaftssitz der Lezay, der ursprünglich aus dem 13. Jahrhundert stammt.
Im Weiteren sind die charakteristischen Bauernhöfe des Hochjuras und die Überreste einer achtbogigen römischen Brücke zu erwähnen.

## Bevölkerung
| Jahr                       | 1962 | 1968 | 1975 | 1982 | 1990 | 1999 | 2006 | 2017 |
| Einwohner                  | 312  | 302  | 308  | 264  | 314  | 397  | 429  | 443  |
| Quellen: Cassini und INSEE |      |      |      |      |      |      |      |      |

Mit 478 Einwohnern (Stand 1. Januar 2022) gehört Fort-du-Plasne zu den kleinen Gemeinden des Départements Jura. Nachdem die Einwohnerzahl in der ersten Hälfte des 20. Jahrhunderts markant abgenommen hatte (1886 wurden noch 620 Personen gezählt), wurde seit Beginn der 1980er Jahre wieder eine deutliche Bevölkerungszunahme verzeichnet.

## Wirtschaft und Infrastruktur
Fort-du-Plasne war bis weit ins 20. Jahrhundert hinein ein vorwiegend durch die Landwirtschaft, insbesondere Viehzucht und Milchwirtschaft, sowie durch die Forstwirtschaft geprägtes Dorf. Daneben gibt es heute einige Betriebe des lokalen Kleingewerbes. Viele Erwerbstätige sind auch Wegpendler, die in den größeren Ortschaften der Umgebung ihrer Arbeit nachgehen.
Die Ortschaft ist verkehrstechnisch recht gut erschlossen. Sie ist von der Hauptstraße N5, die von Genf via Morez nach Dole führt, leicht erreichbar. Weitere Straßenverbindungen bestehen mit Foncine-le-Bas und Lac-des-Rouges-Truites.